# سراغة صغيرة الأسدية
السراغة صغيرة الأسدية (باللاتينية: Crepis micrantha) نوع نباتي يتبع جنس السراغة من الفصيلة النجمية.

## الموئل والانتشار
موطنها بلاد الشام ومصر وقبرص وتركيا وشرق البلقان والقوقاز.

## مرادفات للاسم العلمي
- (باللاتينية: Crepis parviflora Pers.)
- (باللاتينية: Crepis muricata Sm. [non Vitm. 1790])